# 道森山

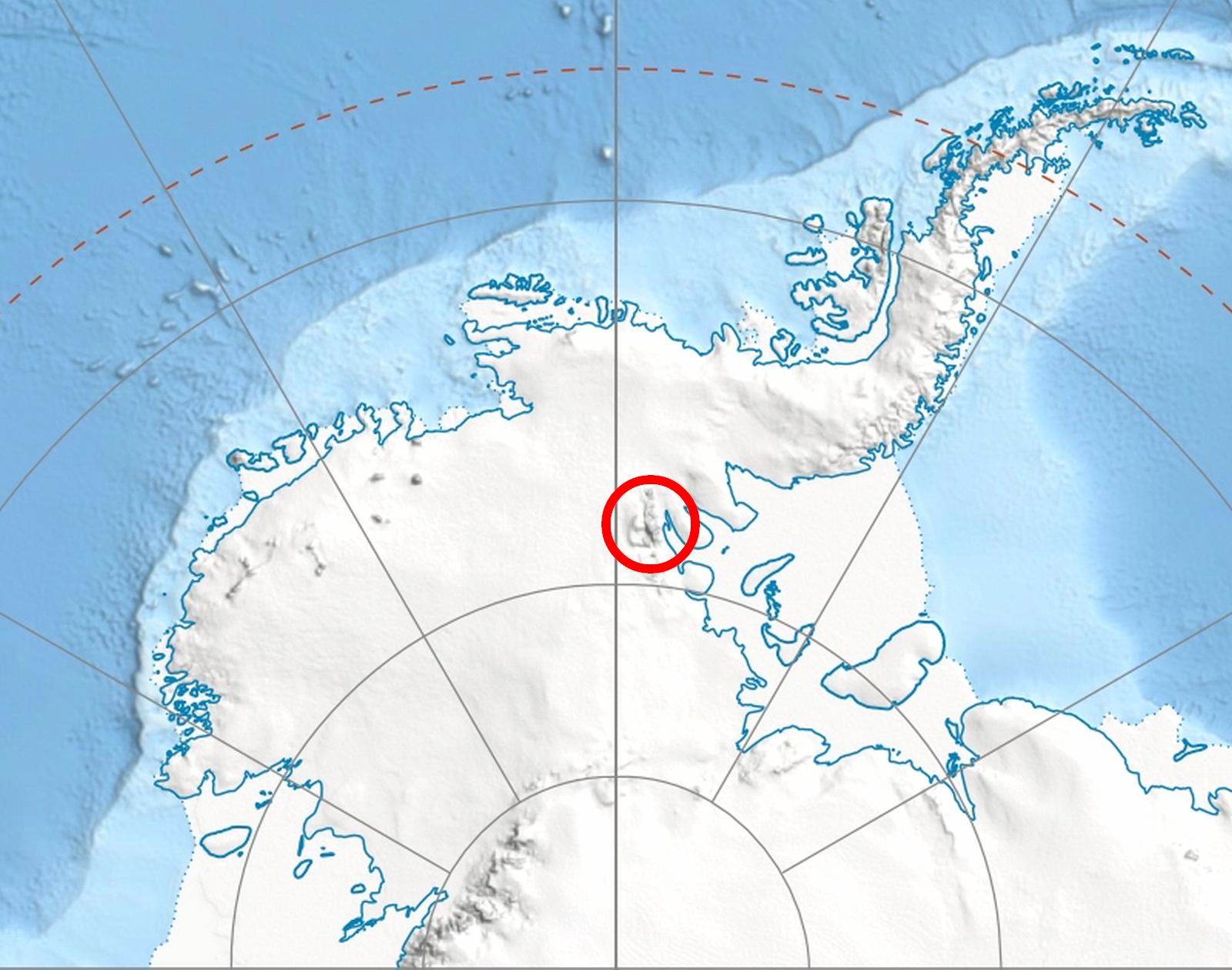

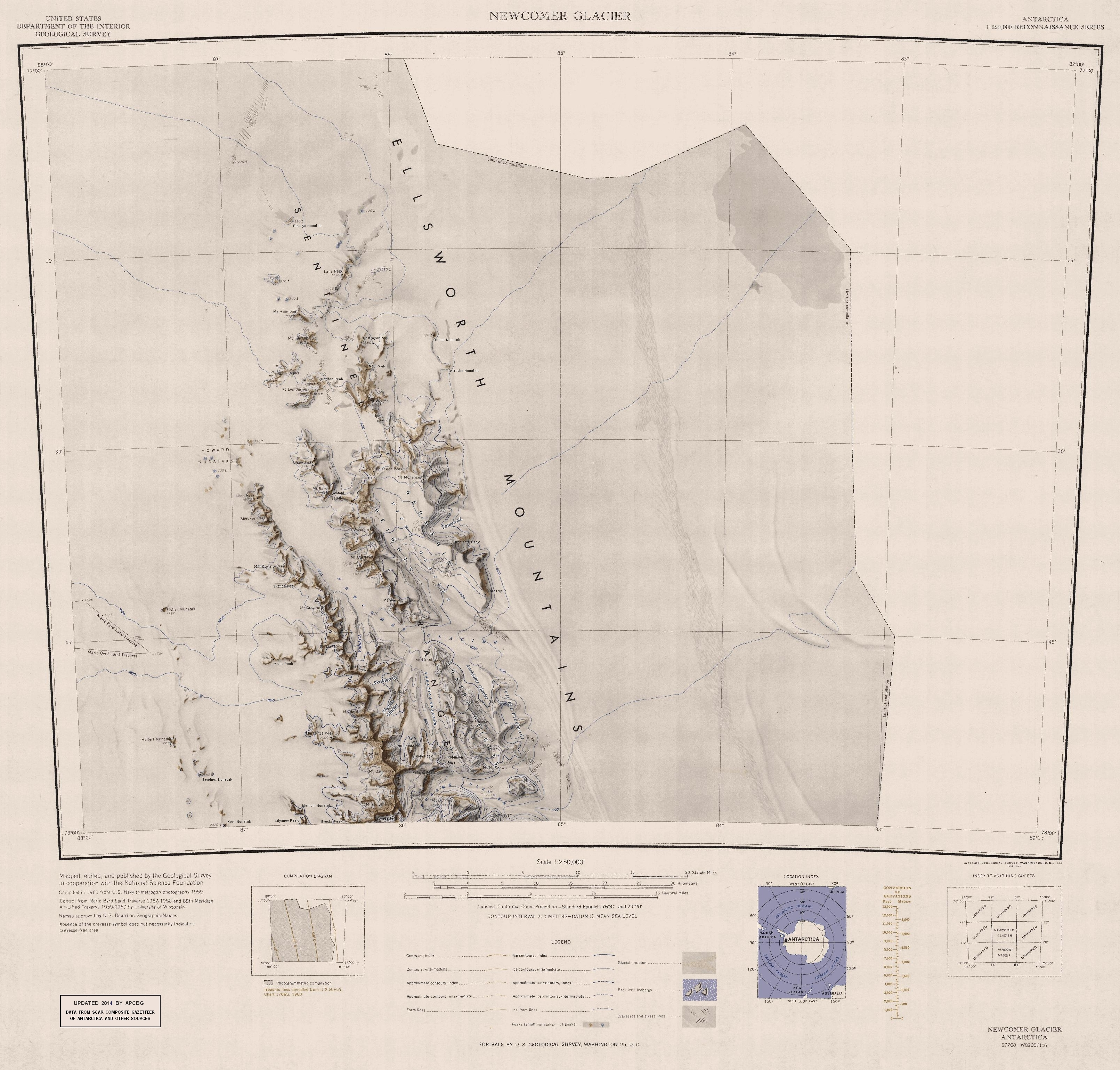

77°46′S 86°21′W / 77.767°S 86.350°W
道森山（英語：Mount Dawson）是南極洲的山峰，位於埃爾斯沃思地，處於賴默爾山西北面4公里，屬於埃爾斯沃思山脈中森蒂納爾嶺的一部分，由美國探險隊發現，現時由南極條約體系管理。